# Chris MacManus
Chris MacManus   (Cork, 13 de març de 1970) és un polític irlandès i membre del Parlament Europeu des de març de 2020. És militant del Sinn Féin, part de L'Esquerra en el Parlament Europeu.

## Trajectòria
El seu pare és Seán MacManus, un polític ara retirat del Sinn Féin. El seu germà gran, Joseph MacManus, era un militant de l'IRA Provisional que va ser assassinat a Belleek el febrer de 1992.
El 2014 va formar part del repartiment de la pel·lícula de Ken Loach El centre d'en Jimmy, que es va rodar als comtats de Sligo i Leitrim.
Va presentar-se a les eleccions al Dáil Éireann de 2016. Quan l'eurodiputat Matt Carthy va ser elegit com a Teachta Dála per a la circumscripció de Cavan-Monaghan a les eleccions generals de 2020, MacManus va ser nomenat per a substituir-lo al Parlament Europeu.
MacManus és membre del Comitè d'Agricultura i Desenvolupament Rural i del Comitè d'Afers Econòmics i Monetaris, i va ser ponent sobre la reforma 2020/21 de la Política Agrària Comuna. També és membre de les delegacions de la UE per a les relacions amb Sud-àfrica i amb Palestina.